# Harpactea diraoi
Harpactea diraoi là một loài nhện trong họ Dysderidae.
Loài này thuộc chi Harpactea. Harpactea diraoi được miêu tả năm 1978 bởi Brignoli.